# Шейла И.
Шейла Сесилия Эсковедо (англ. Sheila Cecelia Escovedo) (род. 12 декабря 1957, Окленд, Калифорния, США), более известная как Sheila E. (с англ. — «Шейла И.») — американский перкуссионист, певица, писатель и актриса. Она начала свою карьеру в середине 1970-х годов в качестве перкуссиониста и певицы для группы Джорджа Дюка. Покинув группу в 1983 году, Шейла начала успешную сольную карьеру, начав с её дебютного альбома, получившего признание критиков, в который вошла определяющая карьеру песня «The Glamorous Life». Она стала популярна в 1985 году после успеха синглов «The Belle of St. Mark», «Sister Fate» и «A Love Bizarre», последний из которых стал одной из её «визитных карточек». Она обычно упоминается как «Королева перкуссии».

## Ранняя жизнь
Шейла родилась в Окленде, штат Калифорния в семье работницы молочного завода Хуаниты Гардере и перкуссиониста Пита Эсковедо, с которым часто выступает. Она начала играть на ударных в три года, а в пятилетнем возрасте сыграла свой первый концерт. Дядя Шейлы И. — это Алехандро Эсковедо. Тито Пуэнте был крёстным отцом Эсковедо. Она также является племянницей Хавьера Эсковедо, основателя панк-группы The Zeros. Другой дядя, Марио Эсковедо, выступал с инди-рокерами The Dragons. Она также является племянницей Коука Эсковедо, который входил в состав группы Santana и сформировала группу Azteca. Николь Ричи — биологическая племянница Шейлы И., дочь брата-музыканта Шейлы, Питера Майкла Эсковедо.

## Карьера

### 1976-83: Начало
Шейла сделала свои первые записи с джазовым басистом Альфонсо Джонсоном на его альбоме Yesterday’s Dream в 1976 году. К 20 годам она уже играла с Джорджем Дюком, Лайонелом Ричи, Марвином Гэй, Херби Хэнкок и Дайаной Росс. В 1977 году она присоединилась к группе Джорджа Дюка. Она появилась на нескольких альбомах Дюка, включая: Don’t Let Go (1978), Follow the Rainbow (1979), Master of the Game (1979), A Brazilian Love Affair (1980). Наряду с появлением в 1978 году на альбоме Дюка Don’t Let Go, Эсковедо и её отец выпустили сингл «Happy Together» в том же году на Fantasy Records, как Пит и Шейла Эсковедо. В 1983 году она присоединилась к последнему туру Марвина Гэй «Midnight Love Tour» как одна из его перкуссионистов.

### 1984-89:The Glamorous LifeиA Love Bizarre

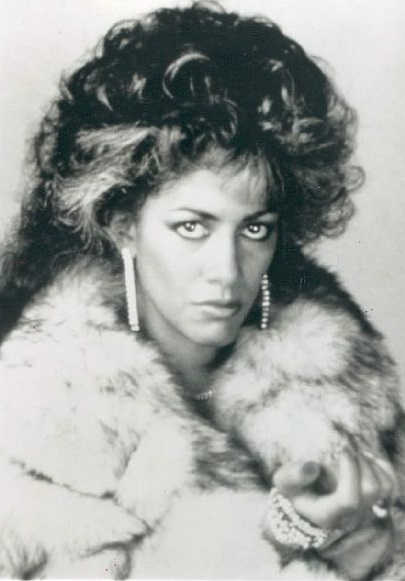
Шейла И. в 1985 году

Принс встретил Шейлу на концерте в 1978 году, когда она выступала со своим отцом. После шоу он встретил её и сказал, что он и его басист Андре Саймон «только что ссорились о том, кто из нас первым станет вашим мужем». Он также поклялся, что однажды она присоединится к его группе. Эти двое в конечном счете объединились во время записи альбома Purple Rain. В 1984 году она записала вокальные партии для песни «Erotic City», выпущенной на обратной стороне сингла «Let’s Go Crazy». Несмотря на то, что её взяли под покровительство Принса, она сама оказалась успешной артисткой.
В июне 1984 года она выпустила свой дебютный альбом The Glamorous Life. Одноимённый сингл «The Glamorous Life» достиг 7 места в чарте Billboard Hot 100, а также возглавил танцевальные чарты в течение двух недель в августе 1984 года. Видео на песню принесло три номинации MTV Video Music Awards за «Лучшее женское видео», «Лучшее видео дебютанта» и «Лучшую хореографию». Она также получила две премии Грэмми в номинации на «Лучший новый исполнитель» и «Лучшее женское вокальное поп-исполнение». Её второй сингл, «The Belle of St. Mark», занял 34 место в чарте Billboard Hot 100, а позже стал «синглом недели» в английском музыкальном журнале NME. Она также выступала на разогреве в турне для поддержки альбома Принса, Purple Rain, и двое одновременно начали короткие романтические отношения, в то время как Принс всё ещё встречался с Сасанной Мелвойн, сестрой-близнецом участницы группы The Revolution, Венди Мелвойн. Позже они ненадолго обручились в конце 80-х, во время тура Lovesexy Tour.
В 1985 году она выпустила второй альбом, Romance 1600. Сингл «Sister Fate» достиг 36 места в чартах R&B. Второй сингл с альбома, «A Love Bizarre», стал её «визитной карточкой», достигнув 11 места в Billboard Hot 100, а также возглавил танцевальные чарты. Песня, не вошедшая на альбом, «Holly Rock», исполнялась на живых шоу и попала в фильм Краш Грув. Позднее Шейла работала барабанщиком Принса и музыкальным руководителем в его группе во время гастролей с 1987 по 1989 год. В июле 1986 года вышел её одноимённый альбом, Sheila E. Балладный сингл «Hold Me» достиг 3 места в чарте R&B. Она снялась в 4-х фильмах: Краш Грув с Run-D.M.C., LL Cool J и Блэром Андервудом в 1985 году, концертном фильме Принса, Sign «O» the Times в 1987 году, Приключения Форда Фэрлейна 1990 года и В погоне за Папи в 2003 году.

### 1989-92: Sex Cymbal
Покинув организацию Принса в 1989 году, Шейла сотрудничала с такими авторами, как Demetrius Ross, записала и выпустила альбом Sex Cymbal в 1991 году. Альбом породил синглы: «Sex Cymbal», «Dropping Like Flies» и «Cry Baby». Она начала свой тур в Японии, который длился недолго. Вскоре после возвращения в Америку у неё начались серьёзные проблемы со здоровьем после того, как у неё случился коллапс лёгкого. Она оставалась полупарализованной от игры на барабанах на каблуках в течение долгого периода времени в течение многих лет. Не имеющий продвижения и гастролей, её альбом Sex Cymbal пострадал от низких продаж.

### 1996—2005: Направление музыки

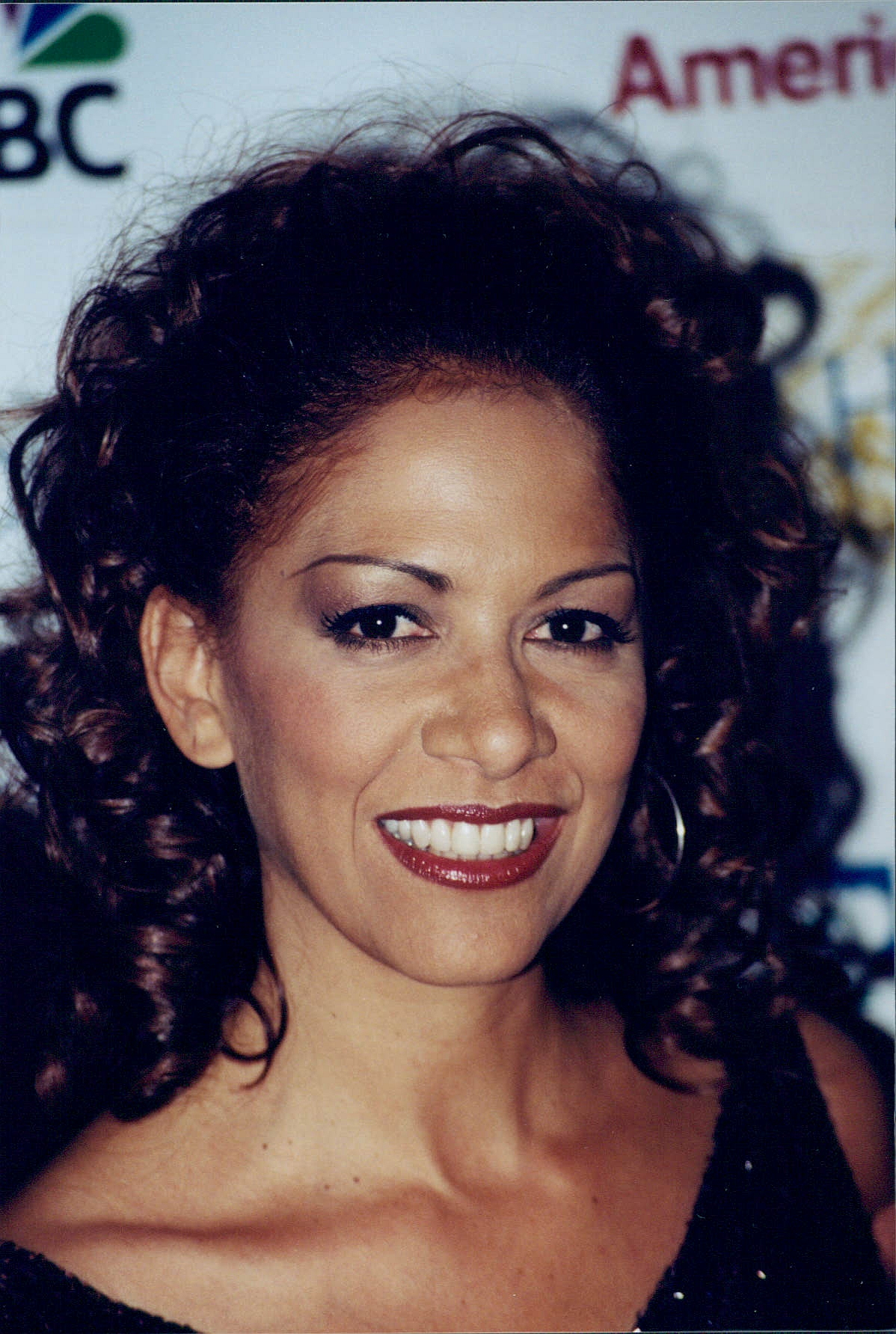
Шейла И. в 2000 году

В 1996 году она играла в живой группе японской поп-певицы Намиэ Амуро. Шоу на стадионе Chiba Marine позже стало доступно на DVD. В 1998 году она сыграла перкуссию на кавер-версии Фила Коллинза на песню «True Colors». В конце 1990-х годов она также была лидером живой группы в недолгом ночном ток-шоу «Волшебный час», ведущим на котором был Мэджик Джонсон.
Шейла исполнила три партии в качестве одного из участников группы Ringo Starr & His All-Starr Band в 2001, 2003 и 2006 годах. Её барабанные «дуэты» со Старром — момент комического облегчения на концерте, где они играют одни и те же роли, но он быстро отстаёт, пожимает плечами и улыбается, когда она начинает расширенное ударное соло. Шейла говорит: «Ринго действительно один из величайших рок-н-ролльных барабанщиков в истории музыки. Ему нравятся шутки!»
В 2002 году Шейла появилась в песне Beyoncé «Work It Out». В 2004 году Шейла гастролировала по Новой Зеландии в качестве барабанщика и перкуссиониста группы Abe Labouriel. В том же году она приняла участие в записи песни Tonex «Todos Juntos». Она также играла на ударных на хитовом альбоме Cyndi Lauper, At Last. Она сыграла перкуссию в песне «Stay». Шейла присоединилась к Синди Лопер в живом варианте этой песни на шоу VH1 Divas.
Шейла также выступала на концертах Принса: One Nite Alone… Live! в 2002 году и Live at the Aladdin Las Vegas в 2003 году. Шейла также выступила на 36-й премии NAACP Image Award в 2005 году, и на новозеландском шоу Good Morning в июне 2006 года. В 2005 году Шейла была неожиданным гостем на исполнении песни «1 Thing» певицы Amerie на церемонии The Lady Of Soul & World Music Awards.
В феврале 2006 года Шейла выступила с Принсем (и Венди Мелвойн и Лизой Коулман) ещё раз на церемонии BRIT Awards. Шейла выступала на джазовом фестивале в Сономе в 2006 году в составе группы Херби Хэнкока с участием Ларри Карлтона, Терренса Бланшара, Маркуса Миллера и Терри Лайн Каррингтона.

### 2007-09: C.O.E.D. и воссоединение с Принсом

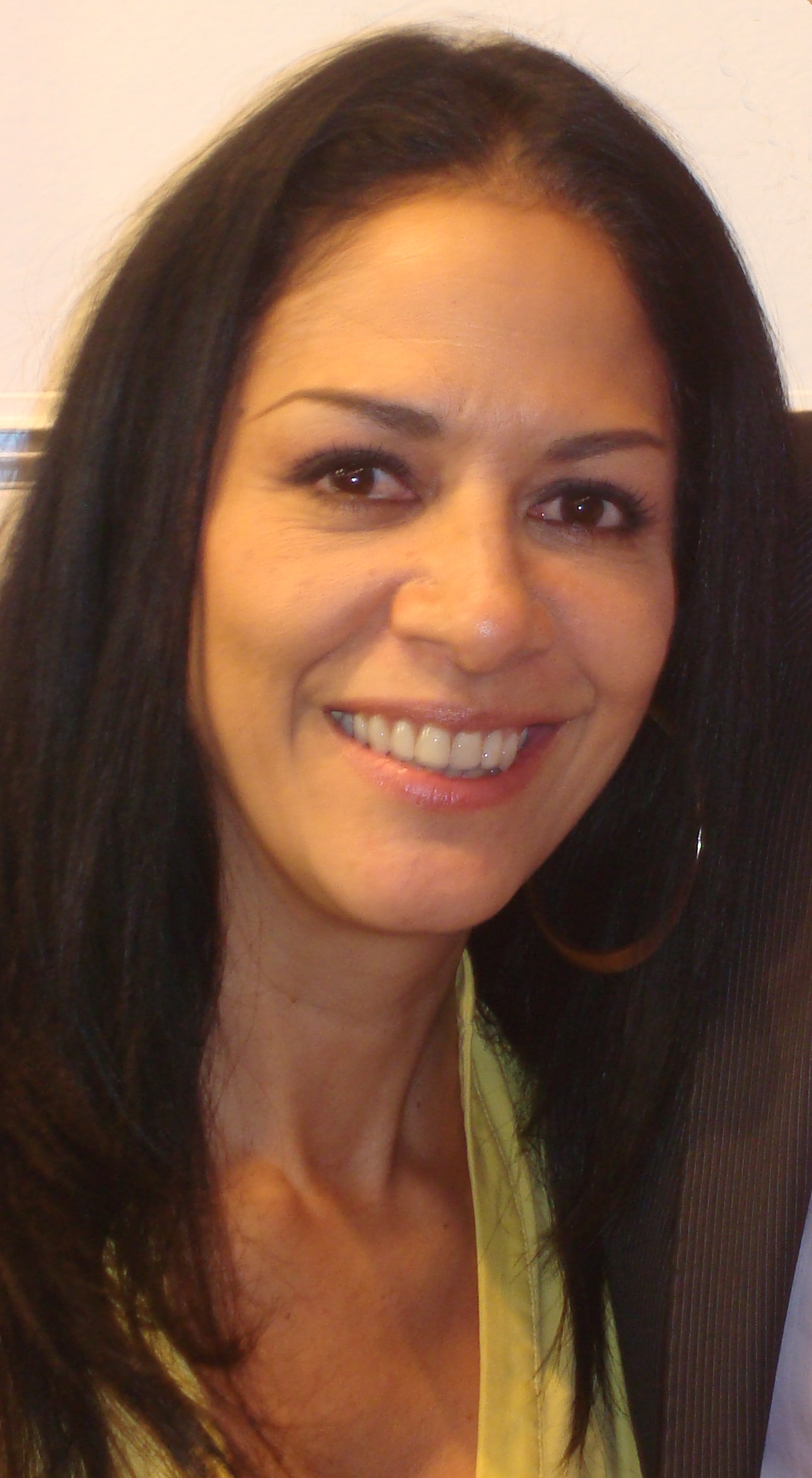
Шейла И. в 2008 году

В 2006 году Шейла сформировала женскую группу C.O.E.D. (Chronicles of Every Diva), состоящей из Шейлы И., Кэт Дайсон, Ронды Смит и Кассандры О’Нил. Группа выпустила сингл «Waters of Life». В марте 2007 года группа отправилась в успешное турне по Европе и Японии. Группа гастролировала за границей в 2008 году и выпустила компакт-диск, доступный ограниченным тиражом или через её сайт. На нескольких концертах к ней присоединилась Кэнди Далфер, которая присутствовала в качестве специального гостя.
Она выступала на 8-й ежегодной премии Латинской Грэмми с Хуаном Луисом Герра. Она также выступала на церемонии American Latin Music Awards в июне 2007 года с Принсем и 7 июля 2007 года в Миннеаполисе с Принсем. Она выступала на всех трёх его концертах: на выпуске парфюма Принса в универмаге Macy’s, за которым последовал концерт в Target Center, и, наконец, на афтерпати в ночном клубе First Avenue. В октябре 2007 года Шейла была среди судей на шоу Australian Idol и менеджером по маркетингу Айана «Dicko» Диксона и ведущго певца Джона Резника рок-группы Goo Goo Dolls на передаче Next Great American Band телесети Fox.
Шейла снова объединилась с Принсем в марте 2008 года, когда она сидела (и играла на клавишных) во время выступления со своей семьёй в клубе Harvelle’s Redondo Beach. 9 апреля 2008 года Шейла появилась в программе Idol Gives Back, выигравшей премию Эмми. Шейла И. приняла участие в открытии шоу «Get on Your Feet» с Глорией Эстефан. Финалисты танцевальной труппы телешоу So You Think You Can Dance присоединились к ним на сцене. 26 апреля 2008 года Шейла вместе с Моррисом Дей и Джеромом Бентоном выступила с Принсем на фестивале Коачелла. Со 2 по 6 мая 2008 года Шейла отыграла 4 аншлаговых концерта в Blue Note Tokyo, самом популярном клубе джазовой музыки в Токио, Япония.
14 июня 2008 года Шейла выступила на музыкальном фестивале Rhythm on the Vine на винодельне South Coast в Темекьюла, штат Калифорния, для организации Shriners Hospitals for Children. Она вышла на сцену с семьёй: Питом Эсковедо, Хуаном Эсковедо и Питером Майклом Эсковедо. Другими исполнителями на мероприятии были джазовый музыкант Херби Хэнкок, артист современной музыки Джим Брикман и Кирк Уалум.

### 2009-12: The E Family
30 мая 2009 года Шейла и группа The E Family выступили на музыкальном фестивале Rhythm on the Vine на винодельне Gainey Vineyard в Санта-Инезе, Калифорния на концерте Hot Latin Beats. Также выступил на концерте Пончо Санчес. 13 декабря 2009 года Шейла выступила в «Рождественском джазе» Дерика Уолкотта в ресторане «Плантация» на Барбадосе.
В 2009 году Шейла участвовала и выиграла реалити-шоу Gone Country кабельного телеканала CMT. Это дало ей возможность создавать кантри музыку с помощью продюсера, писателя и певца Джона Рича. Первой песней Шейлы Э. на кантри-рынке была «Glorious Train». Видеоклип на песню дебютировал на CMT 7 марта 2009 года, после выхода в эфир эпизода Gone Country, в котором Шейла была объявлена победителем.
15 августа 2010 года Шейла выступила на двух концертах в Yoshi’s в Сан-Франциско. На своем торговом стенде она продала EP From E 2 U. Мини-альбом содержит песню «Leader of the Band», написанную Принсем (который остался неупомянутым, но подтвержденным Шейлой И.), и песня включает в себя игру Принса на фортепиано в начале песни, где его называют по имени. Она гастролировала в его турах 20Ten Tour и Welcome 2 America. В 2010 году Шейла объединила свои усилия с Avon в качестве судьи-знаменитости для Avon Voices, первого глобальный онлайн-конкурса Avon по поиску талантов.
25 мая 2011 года Шейла выступила вместе с Марком Энтони в финале 10 сезона телешоу American Idol. 7 июня 2011 года она выступила на «Позднее шоу с Дэвидом Леттерманом» как часть первой «Drum Solo Week». В сентябре 2011 года группа The E. Family, состоящая из Пита Эсковедо, Питера Майкла Эковедо III, Хуана Эксоведо и Шейлы, выпустила альбом Now & Forever. Альбом породил синглы «Do What It Do» и «I Like It».
26 февраля 2012 года Шейла выступила на церемонии вручения премии Оскар 2012 вместе с Фарреллом Уильямс и Хансом Циммером, сыграв в коммерческих сегментах. 17 апреля 2012 года Шейла выступила с «Macy’s Stars of Dance» на шоу Танцы со звёздами. 16 июня 2012 года Шейла стала хедлайнером фестиваля Playboy Jazz Festival в Голливуд-боуле в Лос-Анджелесе, штат Калифорния. Шейла гастролировала в 2012 году вместе с Sy Smith по всей Европе и США. Шейла присоединилась к Дэйву Козу в его Рождественском туре 2012 года.

### 2013-15:IconиBeat of my Own Drum
В 2013 году Шейла начала записывать свой седьмой альбом. В ноябре 2013 года она выпустила свой альбом «Icon» в Великобритании. Альбом был также первым релизом её собственного звукозаписывающего лейбла Stilettoflats Music. В сентябре 2014 года она выпустила свою автобиографию Beat of my Own Drum (с англ. — «Удар моего собственного барабана»). В ноябре 2014 года её альбом Icon был выпущен на международном уровне.

### 2016-настоящее время:Girl Meets Boy
В 2016 году Шейла предоставила ударные для оркестрового саундтрека Ханса Циммера и Junkie XL к фильмам о супергероях, Человек из стали и Бэтмен против Супермена: На заре справедливости. 26 июня 2016 года Шейла и группа The New Power Generation воздали дань уважения Принсу на церемонии вручения наград BET Awards 2016 года, где было исполнено попурри из его хитов. На следующий день она выпустила новую песню «Girl Meets Boy» в честь Принса..
В 2017 году она была признанным перкуссионистом саундтрека к фильму Босс-молокосос, который также был сопродюсирован Хансом Циммером.
В 2018 году Шейла фигурирует в комедии Stand Up for Drummers стрим-сервиса Netflix.
Шейла исполняет ударные на нескольких треках альбома Gary Clark Jr. This Land.
В 2020 году Шейла приняла активное участие в концерте-посвящении «Let’s Go Crazy: The Grammy Salute to Prince».

## Награды
В феврале 2009 года она стала почётным членом Национального Почётного Женского общества Группы Tau Beta Sigma в отделении Eta Delta, расположенном в Говардском университете, в знак признания её гуманитарных усилий в музыке и в музыке.

## Дискография

### Студийные альбомы
| Название           | Детали альбома                                                                                                   | Высшие позиции в чартах | Высшие позиции в чартах            | Сертификация |
| Название           | Детали альбома                                                                                                   | Billboard 200           | Top R&B/Hip-Hop Albums (Billboard) | RIAA         |
| ------------------ | --- | ----------------------- | ---------------------------------- | ------------ |
| The Glamorous Life | - Выпущен: 5 июня 1984 года - Лейбл: Warner Bros. Records - Формат: CD, LP, аудиокассета, digital download       | 28                      | 7                                  | Золотой      |
| Romance 1600       | - Выпущен: 26 августа 1985 года - Лейбл: Paisley Park, Warner Bros. - Формат: CD, LP, cassette, digital download | 50                      | 12                                 | Золотой      |
| Sheila E.          | - Выпущен: Июль 1987 года - Лейбл: Paisley Park, Warner Bros. - Формат: CD, LP, cassette, digital download       | 56                      | 24                                 |              |
| Sex Cymbal         | - Выпущен: 10 апреля 1991 года - Лейбл: Warner Bros. - Формат: CD, LP, cassette, digital download                | 146                     | 56                                 |              |
| Writes of Passage  | - Выпущен: 10 октября 2000 года - Лейбл: Concord Records - Формат: CD, digital download                          | —                       | —                                  |              |
| Heaven             | - Выпущен: 28 августа 2001 года - Лейбл: Concord Records - Формат: CD, digital download                          | —                       | —                                  |              |
| Icon               | - Выпущен: 11 ноября 2013 года - Лейбл: Stiletto Flats Records, Moosicus Records - Формат: CD, digital download  | —                       | —                                  |              |

### Синглы
| Год  | Сингл                                                | Высшие позиции в чартах | Высшие позиции в чартах | Высшие позиции в чартах | Высшие позиции в чартах | Высшие позиции в чартах | Высшие позиции в чартах | Высшие позиции в чартах | Высшие позиции в чартах | Высшие позиции в чартах | Высшие позиции в чартах | Альбом                    |
| Год  | Сингл                                                | US                      | US R&B                  | US Dance                | AT                      | AU                      | IR                      | NL                      | NZ                      | SW                      | UK                      | Альбом                    |
| ---- | ---------------------------------------------------- | ----------------------- | ----------------------- | ----------------------- | ----------------------- | ----------------------- | ----------------------- | ----------------------- | ----------------------- | ----------------------- | ----------------------- | ------------------------- |
| 1984 | «The Glamorous Life»                                 | 7                       | 9                       | 1                       | —                       | 11                      | —                       | 3                       | —                       | —                       | 96                      | The Glamorous Life        |
| 1984 | «The Belle of St. Mark»                              | 34                      | 68                      | —                       | —                       | 16                      | 15                      | 8                       | 5                       | —                       | 18                      | The Glamorous Life        |
| 1984 | «Oliver’s House»                                     | —                       | —                       | —                       | —                       | —                       | —                       | —                       | —                       | —                       | —                       | The Glamorous Life        |
| 1985 | «Sister Fate»                                        | 108                     | 36                      | —                       | —                       | 81                      | —                       | —                       | —                       | —                       | —                       | Romance 1600              |
| 1985 | «A Love Bizarre» (with Prince)                       | 11                      | 2                       | 1                       | 14                      | —                       | —                       | 9                       | —                       | 16                      | 76                      | Romance 1600              |
| 1986 | «Holly Rock»                                         | —                       | —                       | —                       | —                       | —                       | —                       | 8                       | —                       | —                       | —                       | Krush Groove (soundtrack) |
| 1986 | «Love On a Blue Train» (Japan)                       | —                       | —                       | —                       | —                       | —                       | —                       | —                       | —                       | —                       | —                       | Sheila E.                 |
| 1987 | «Hold Me»                                            | 68                      | 3                       | —                       | —                       | —                       | —                       | 54                      | —                       | —                       | —                       | Sheila E.                 |
| 1987 | «Koo Koo»                                            | —                       | 35                      | —                       | —                       | —                       | —                       | —                       | —                       | —                       | —                       | Sheila E.                 |
| 1991 | «Sex Cymbal»                                         | —                       | 32                      | —                       | —                       | 88                      | —                       | —                       | —                       | —                       | —                       | Sex Cymbal                |
| 1991 | «Droppin’ Like Flies»                                | —                       | 77                      | 23                      | —                       | —                       | —                       | —                       | —                       | —                       | —                       | Sex Cymbal                |
| 1992 | «Cry Baby»                                           | —                       | —                       | —                       | —                       | —                       | —                       | —                       | —                       | —                       | —                       | Sex Cymbal                |
| 2009 | «Glorious Train»                                     | —                       | —                       | —                       | —                       | —                       | —                       | —                       | —                       | —                       | —                       | Non-album single          |
| 2013 | «Mona Lisa» (featuring Lucia Parker and Gisa Vatcky) | —                       | —                       | —                       | —                       | —                       | —                       | —                       | —                       | —                       | —                       | Icon                      |
| 2014 | «Fiesta» (featuring B. Slade)                        | —                       | —                       | —                       | —                       | —                       | —                       | —                       | —                       | —                       | —                       | Icon                      |
| 2014 | «Lovely Day»                                         | —                       | —                       | —                       | —                       | —                       | —                       | —                       | —                       | —                       | —                       | Icon                      |
| 2014 | «Who I Am Now»                                       | —                       | —                       | —                       | —                       | —                       | —                       | —                       | —                       | —                       | —                       | Icon                      |
| 2016 | «Girl Meets Boy»                                     | —                       | —                       | —                       | —                       | —                       | —                       | —                       | —                       | —                       | —                       | Non-album single          |
| 2017 | «America»                                            | —                       | —                       | —                       | —                       | —                       | —                       | —                       | —                       | —                       | —                       | Iconic                    |